# The Simpsons Game
The Simpsons Game – gra akcji stworzona i wydana przez Electronic Arts, oparta na podstawie serialu Simpsonowie. Gra została wydana na Wii, PlayStation 3, Xbox 360, PlayStation 2, Nintendo DS oraz PlayStation Portable.
Gra jest podzielona na 16 epizodów, w którym każdy gracz musi wykonać określone zadania. W każdym etapie, gracz kieruje dwoma członkami rodziny Simpsonów.

## Odbiór gry
The Simpsons Game w wersji na Playstation 3 otrzymała zróżnicowane oceny od recenzentów, uzyskując według agregatora GameRankings średnią 71,60% oraz 71/100 punktów według serwisu Metacritic.